# 马蒂亚·坎博尼
马蒂亚·坎博尼（義大利語：Mattia Camboni，1996年4月26日—）生于罗马省奇维塔韦基亚，是一名意大利男子帆船运动员，主攻RS:X项目。所属队伍是Gruppo Sportivo Fiamme Azzurre。他在六岁时开始接触帆船，当时他的祖父带他一起坐上帆船。2014年12月，他加入意大利监狱警察部队。2016年8月，他参加了里约奥运，在风浪板项目上获得第10名。